# Dibitj
Dibitj (bulgariska: Дибич) är ett distrikt i Bulgarien.   Det ligger i kommunen Obsjtina Sjumen och regionen Sjumen, i den östra delen av landet, 300 km öster om huvudstaden Sofia.
Trakten runt Dibitj består till största delen av jordbruksmark. Runt Dibitj är det ganska tätbefolkat, med 134 invånare per kvadratkilometer.